# 克拉倫斯 (愛荷華州)
克拉倫斯（英語：Clarence）是一個位於美國愛荷華州錫達縣的城市。

## 地理
克拉倫斯的座標為41°53′16″N 91°03′33″W / 41.88778°N 91.05917°W，而該地的平均海拔高度為255米（即837英尺）。

## 人口
根據2010年美國人口普查的數據，克拉倫斯的面積為1.76平方千米，當中陸地面積為1.76平方千米，而水域面積為0.00平方千米。當地共有人口974人，而人口密度為每平方千米553人。